# العلاقات الإسرائيلية الصينية
العلاقات الصينية الإسرائيلية هي العلاقات الثنائية بين الصين وإسرائيل، أقاما علاقات دبلوماسية رسمية في عام 1992 وبينما اعترفت جمهورية الصين قانونيًا بالسيادة الإسرائيلية في عام 1949، إلا أنها خسرت في النهاية الحرب الأهلية الصينية، مما أدى إلى وصول الحزب الشيوعي الصيني إلى السلطة في جميع أنحاء الصين القارية. في عام 1950، أصبحت إسرائيل أول دولة في الشرق الأوسط تعترف بجمهورية الصين الشعبية باعتبارها الحكومة الوحيدة للصين، لكن الحزب الشيوعي الصيني لم يرد بالمثل بإقامة علاقات دبلوماسية بسبب تحالف إسرائيل مع الكتلة الغربية خلال الحرب الباردة. استمر هذا السخط حتى انتهت الحرب الباردة بتفكك الاتحاد السوفيتي في عام 1991.
كانت الصين ثالث أكبر شريك تجاري لإسرائيل على مستوى العالم وأكبر شريك تجاري لها في شرق آسيا. ارتفع حجم التجارة الثنائية من 50 مليون دولار في عام 1992 إلى أكثر من 10 مليارات دولار في عام 2013. تداولت إسرائيل بشكل كبير مع الصين في التكنولوجيا والأسلحة. يلاحظ بعض المعلقين أوجه التشابه بين ثقافة وقيم البلدين، بالإضافة إلى مصالحهما الاقتصادية المشتركة. في الأمم المتحدة، صوتت الصين منذ فترة طويلة لصالح دولة فلسطين وضد إسرائيل. في عام 2024، أظهرت استطلاعات الرأي العام أن غالبية الإسرائيليين يعتبرون الصين غير ودية أو معادية لإسرائيل.
تحتفظ إسرائيل بسفارة في بكين وقنصليات عامة في قوانغتشو، وتشنغدو، وهونغ كونغ، وشنغهاي، في حين تحتفظ الصين بسفارة في تل أبيب.
في عام 2000 قام الرئيس الصينِي بزيارة تاريخية لإسرائيل، وفي عام 2007 زارَ رئيس الوزراء الإسرائيلي السابق إيهود أولمرت بكين؛ حيث تَمَّ خلال الزيارة إبرام العديد من الاتفاقيات العسكرية والاقتصادية.

## تاريخ العلاقات

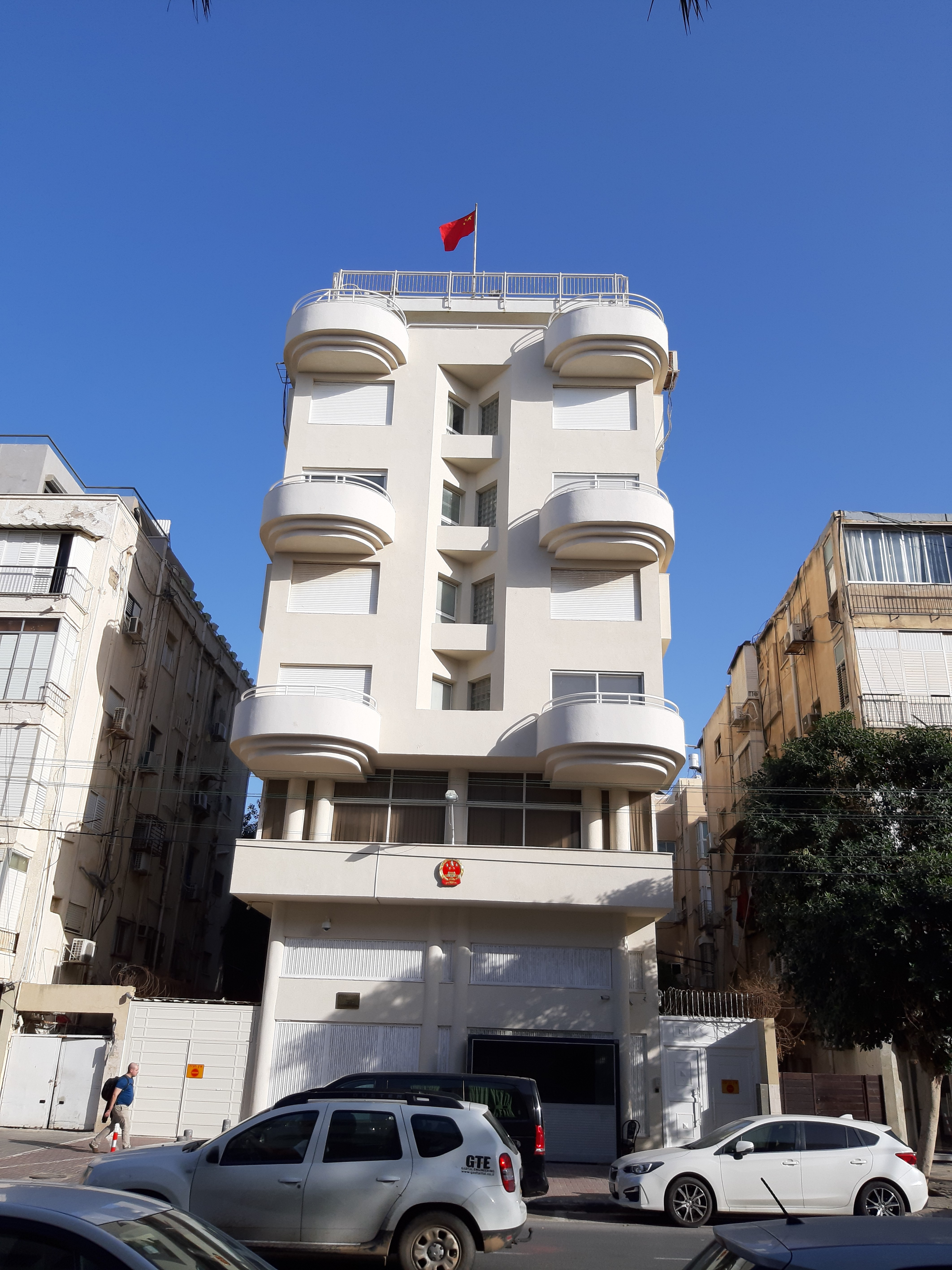
سفارة الصين في تل أبيب

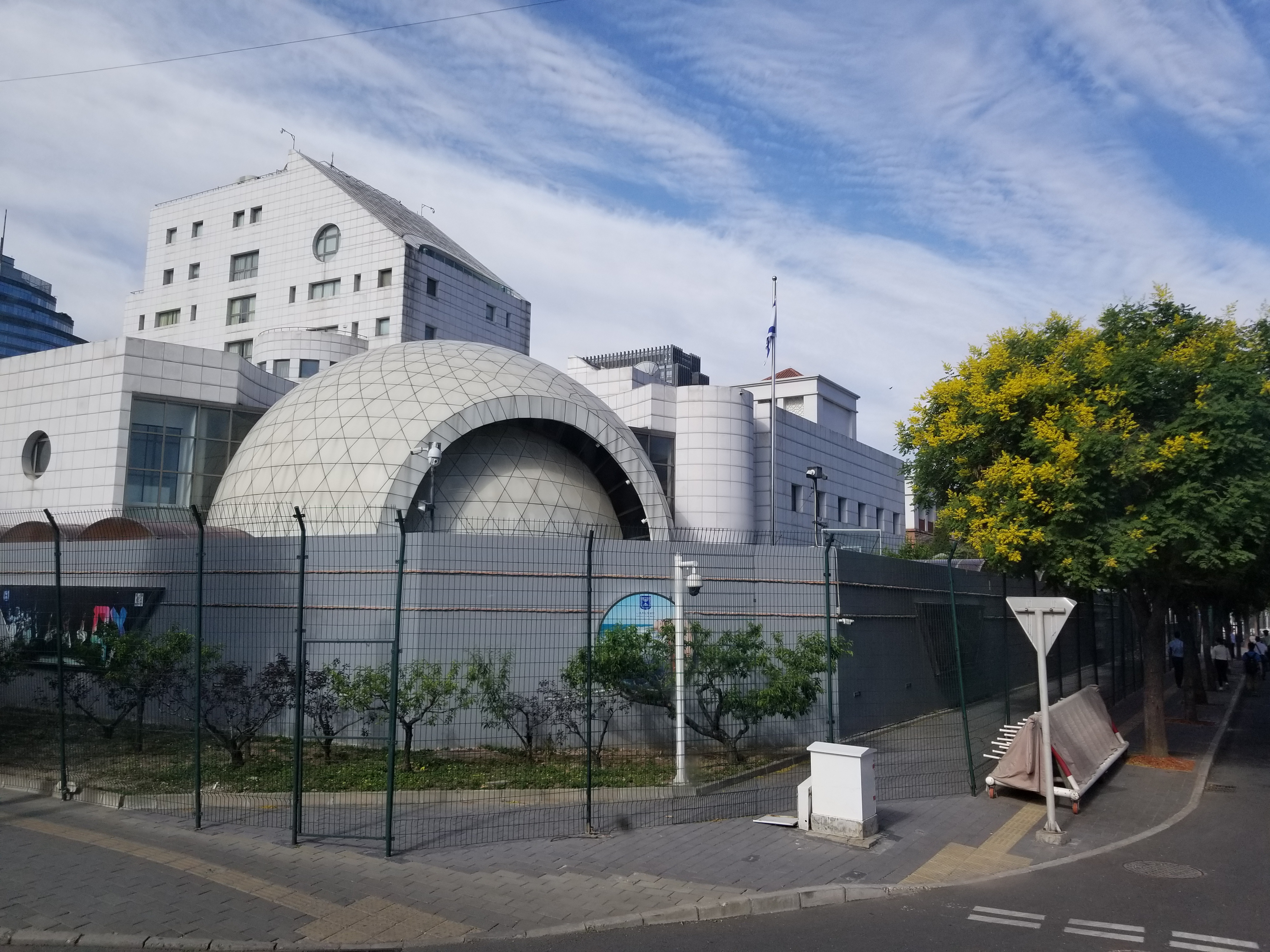
سفارة إسرائيل في بكين

شهدت مسيرة العلاقات بين الصين الشعبية وإسرائيل منعطفات خطيرة واختلافات عميقة لعقود طويلة تمتد من أوائل الخمسينيات حتى مطلع التسعينيات، إذ تباينت رؤية الدولتين وأسلوبهما ومواقفهما من عملية إقامة علاقاتهما الدبلوماسية؛ ولذلك اتسم الأداء النظري والعملي والدبلوماسي من جانب الدولتين بالتناقضات المتأرجحة بين "الإقدام والإحجام" و"الحماس والفتور"، وأصبح المشوار الصيني – الإسرائيلي الأكثر طولاً في تاريخ إقامة العلاقات الدبلوماسية بين الدول".
في ثلاثينيات القرن العشرين، أعلن ديفيد بن غوريون، زعيم اليشوف في فلسطين آنذاك، أن الصين ستكون إحدى القوى العالمية العظمى في المستقبل. لبعض الوقت بعد الثورة الشيوعية الصينية عام 1949، كانت جمهورية الصين الشعبية معزولة دبلوماسيًا، لأن الولايات المتحدة وحلفاءها، بما في ذلك إسرائيل، اعترفوا بجمهورية الصين (ROC، المعروفة باسم تايوان بعد عام 1949) باعتبارها الحكومة الشرعية الوحيدة للصين. كانت الحكومة القومية في جمهورية الصين متعاطفة تاريخيًا مع الصهيونية، بينما أكد مؤسس جمهورية الصين صن يات صن دعمه لإنشاء دولة يهودية.
في عام 1947، امتنعت جمهورية الصين عن التصويت في خطة الأمم المتحدة لتقسيم فلسطين. خلال مؤتمر باندونغ عام 1955، أعربت الصين (تحت جمهورية الصين الشعبية) عن دعمها لحق العودة الفلسطيني، لكنها امتنعت عن إنكار حق إسرائيل في الوجود وسعت سرًا إلى إقامة علاقات تجارية مع الإسرائيليين. في عام 1975، دعمت جمهورية الصين الشعبية قرار الجمعية العامة للأمم المتحدة رقم 3379 الذي نص على أن الصهيونية شكل من أشكال العنصرية. حتى ثمانينيات القرن العشرين، رفضت الصين منح تأشيرات للإسرائيليين ما لم يكونوا يحملون جنسية مزدوجة وجواز سفر دولة أخرى غير إسرائيل. ومع ذلك، بعد الانقسام الصيني السوفيتي وإقامة الصين علاقات دبلوماسية مع الولايات المتحدة عام 1979، بدأت الصين في تطوير سلسلة من العلاقات السرية غير الرسمية مع إسرائيل.

### عقد الخمسينات: التأرجح بين الاقدام والاحجام
سارعت اسرئيل في الاعتراف بالصين رسميا في يناير 1950، لتكون أول دولة شرق أوسطية تقدم على الاعتراف، إلا أن الصين اكتفت برسالة شكر على هذا الاعتراف. إن مواقف إسرائيل وخاصة موقفها من الحرب الكورية في مطلع الخمسينات، ووقوفها إلى جانب الولايات المتحدة في دعمها إرسال قوات الأمم المتحدة إلى كوريا، أدى إلى عدم حدوث أي تقارب سياسي بينهما، بل بدأت الصين تنظر إلى إسرائيل كدولة حليفة للامبريالية وأداة من أدواتها في منطقة الشرق الأوسط. وعلى هذا الأساس جاء تأييدها ومساندتها لمصر ضد العدوان الثلاثي عام 1956، ومواقفها الواضحة الداعمة للحقوق العربية والمعادية للاحتلال الإسرائيلي في مؤتمر باندونغ في العام نفسه، ورفض الطلب الذي تقدم به وفد الحزب الشيوعي الإسرائيلي أثناء حضوره للمؤتمر الوطني الثامن للحزب الشيوعي الصيني في سبتمبر 1956 والداعي إلى اقامة علاقات دبلوماسية مع إسرائيل.

### عقد الستينات: الأسوأ في العلاقات
عقد الستينات كان من أكثر الفترات سوءََ على العلاقات الصينية الإسرائيلية. فإلى جانب المنتغيرات الإقليمية والدولية التي لعبت دورا مهما في تأخر اقامة العلاقات الدبلوماسية بين البلدين، كان لوقوف إسرائيل عام 1962 مع الهند ومدها بكافة أنواع الأسلحة في حربها مع الصين، واقامتها لعلاقات وثيقة مع تايوان «الصين الوطنية» ومع كل دول جنوب شرقي اسيا الموالية لامريكا والمعارضة للصين الاثر الكبير في تحديد الموقف الصيني المعارض لاسرائيل والداعم للحق العربي.. فقد شهد عقد الستينات أيضا اقامة العلاقات السرية بين الصين ومنظمة التحرير الفلسطينية عام 64 وتبعه استقبالها لرئيس منظمة التحرير الفلسطينية عام 1965 واعترافها بالمنظمة كممثل شرعي وحيد للشعب الفلسطيني وافتتاح مكتب تمثيلي يتمتع بكامل الحقوق الدبلوماسية لها في العاصمة بكين، ودعم المقاومة الفلسطينية في نضالها ضد الاحتلال الإسرائيلي عسكريا وماديا، ويمكن القول بان الصين كانت اّنذاك قد تبنت تماما الاهداف والمطالب الفلسطينية الداعية إلى تحرير الأراضي الفلسطينية التي احتلتها إسرائيل واقامت عليها دولتها عام 1948 .. وبعد حرب 67 وقفت الصين إلى جانب الدول العربية في نضالها الهادف إلى دحر الاحتلال واستعادة الأراضي المغتصبة.

### عقد السبعينات: مد الجسور والتعاون السري
- تصويت إسرائيل لصالح قبول الصين في الامم المتحدة أكتوبر 1971
- التقارب الصيني - الأمريكي، وخاصة بعد زيارة الرئيس الأمريكي للصين عام 1972م، خفف من حدّة العامل الأمريكي ولم يَعُد عقبة كبرى أمام «الدولتين» في إقامة علاقات دبلوماسية.
- المتغيرات الدراماتية الإقليمية، والتي اهمها المعاهدة المصرية الإسرائيلية
- نهاية الحقبة الماوية وسقوط الجناح اليساري في الحزب الشيوعي الصيني والمتمثل ب «عصابة الاربعة» عام 1976، وسيطرة الجناح الانفتاحي على قيادة الحزب والدولة ممثلا بالزعيم دنغ شياو بنع عام 1978، حيث اتسمت السياسة الصينية بالمرونة والانفتاح والتعاون مع القوى الغربية، وبدى على سياسة الصين الخارجية بوادر تحول سريع مع نهاية عقد السبعينيات وراحت تميل نحو مد جسور إعادة الثقة واقامة العلاقات مع الدول التي كانت بالامس تعتبرها من القوى الرجعية الموالية للامبريالية الاميركية كاسرائيل وجنوب كوريا وغيرهما، واتخذت مواقف «معتدلة» وانتهجت سياسة «مرنة» إزاء العديد من المشكلات الدولية بصفة عامة والصراع العربي- الإسرائيلي بصفة خاصة.
- تفاقم شدة الخلاف بين أكبر دولتين شيوعيتين في العالم: الاتحاد السوفييتي السابق والصين الشعبية، وكان من مصلحة الصين كبح توغل موسكو في شرق آسيا، ونظراً لأن إسرائيل تقف في وجه التوغل السوفييتي في الشرق الأوسط، فإن الصين وجدت نفسها تقف إلى جانب إسرائيل.
- شهدت السبعينيات أول اتصال رسمي معلن بين إسرائيل والصين وكان ذلك عام 1978 عندما اجتمع مندوب الصين الدائم في الأمم المتحدة مع وكيل وزارة الخارجية الإسرائيلية.

### عقد الثمانينات: نحو إقامة علاقات دبلوماسية
- العديد من جولات الحوار التي عقدت بين البلدين في هونغ كونغ ادت في نهاية المطاف إلى إنشاء مكتب تمثيلي لاكاديمية العلوم الانسانيه الإسرائيلية ببكن في فبراير 1989، في الوقت الذي فتحت الصين فيه مكتبا سياحيا لها في تل ابيب يقوده دبلوماسي من وزارة الخارجية الصينية
- سبتمبر 1988، اجري أول اتصال رسمي بين الصين وإسرائيل، وذلك على هامش اجتماعات الجمعية العامة، حيث اجتمع وزير الخارجية الإسرائيلي شمعون بيريز مع نظيره الصيني تشيان تشي تشن QIAN QI CHEN ..
- يناير 1989 التقى وزير الخارجية الصيني تشيان تشي تشن مع نظيره الإسرائيلي موشي ارنز في باريس حيث دلت التصريحات انذاك على امكانية اقامة العلاقات الدبلوماسية بين البلدين[22]

### عقد التسعينات: التطبيع الكامل واقامة العلاقات الدبلوماسية
بدأ التطبيع للعلاقات الدولية والدبلوماسية بين الصين وإسرائيل في يناير 1992 والتي على اثرها افتتحت السفارة الإسرائيلية في بكين في نفس العام. كما قام الرئيس الصيني بزيارة تل ابيب في عام 2000 إلى أن قام رئيس الوزراء الإسرائيلي ( بنيامين نتنياهو ) بزيارة إلى بكين عام 2013

## العلاقات التجارية
في فبراير 1955، وبناء على دعوة من الحكومة الصينية، زار وفد تجاري إسرائيلي برئاسة دافيد كوهين للصين بهدف اقامة علاقات تجارية، إلا أن الوفد أخفق في مهمته بسبب الاعتراض الأمريكي على أي علاقات إسرائيلية مع الصين.
في عام 1993، وقعت وزارتا الزراعة الإسرائيلية والصينية مذكرة تفاهم فيما بينهما.. Memorandum of Understanding on Agricultural Cooperation (1993)، ومن ثم اقامت جامعة الهندسة الزراعية ببكين مركز تدريب وتأهيل زراعي صيني إسرائيلي مشتركا، ومزرعة نموذجية صينية إسرائيلية في ضواحي بكين.
وفي عام 1997 أنشأ الطرفان بشكل رسمي «لجنة زراعية صينية إسرائيلية مشتركة». وفي السنوات الاخيرة ظل التعاون الزراعي بين البلدين في تطور مستمر، حيث انشئت قواعد نموذجية للتربية النباتية والهيئات الزراعية وزراعة الزهور وتربية الابقار الحلوبة في كل من مقاطعات شاندونغ، وشانشي، وشينجيانغ، ويونان.
أكتوبر 1992، وقع البلدان اتفاقية تجارية بين الحكومتين. ومن ثم اتفاقيات تجنب الازدواج الضريبي، وحماية الاستثمارات والتعاون الاقتصادي والتجاري، البحوث والتطوير الصناعي وغيرها من لاتفاقيات..
نوفمبر 2005، اعترفت إسرائيل رسميا بمكانة الصين كسوق اقتصادي..
يناير 2007، وقع الجانبان خلال زيارة رئيس الوزراء الإسرائيلي ايهود اولمرت للصين «اتفاقية بين الإدارة الوطنية الصينية للجودة والاشراف والتفتيش والحجر الصحى GENERAL ADMINISTRATION OF QUALITY SAPENVISION , INSPECTION AND QURANTINE 0F THE P.R.C وبين وزارة الزراعة والتنمية الريفية الإسرائيلية بشأن متطلبات الحجر الصحي عند تصدير الحمضيات الإسرائيلية للصين» و«مذكرة التفاهم بين حكومة بلدية بكين ووزارة الصناعة والتجارة والعمل الإسرائيلية حول التعاون في الشؤون المائية»
بلغ اجمالي حجم التبادل التجاري الإسرائيلي الصيني 3.876 مليار دولار أمريكى عام 2006، احتلت الصادرات الصينية منها 2,561 مليار دولار أمريكي، والواردات 1,314 مليار دولار أمريكي. بينما عام 2007 بلغ اجمالي حجم التبادل التجاري بين البلدين 5,306 مليار دولار أمريكي، بلغت الصادرات الصينية منها 3,655 مليار دولار أمريكي والواردات 1,651 مليار دولار أمريكي. وفي سنة 2010 بلغ حجم التبادل التجاري بين البلدين 10 مليارات دولار.
- أكتوبر 1993: اتفاقية حول تبادل افتتاح قنصليات عامة (October 1993)

اتفاقية اطار للتعاون في الابحاث والتطوير الصناعة وفي مجال التنمية بين حكومة جمهورية الصين الشعبية وحكومة دولة اسرئيل " (أبريل 2000)
اتفاقية حول التعاون في مجال الحجر الصحي النباتي بين حكومة جمهورية الصين الشعبية وحكومة دولة إسرائيل)) (2003)
مذكرة حول تعزيز التعاون الاقتصادي والتجاري بين حكومة جمهوزرية الصين الشعبية وحكومة دولة إسرائيل)) (تشرين الثاني 2005)

## التعاون العسكري
شهدت علاقات إسرائيل العسكرية مع الصين انتعاشا كبيرا منذ عقد الثمانينات، خاصة مع شعور الصين بحاجتها إلى التكنولوجيا العسكرية الإسرائيلية، والتي استفادت كثيراً من التعاون الإستراتيجي مع واشنطن، فضلا عن تراجع مبيعات الأسلحة الإسرائيلية في تلك الفترة إلى جنوب أفريقيا وأمريكا اللاتينية.وإضافة إلى تشابك المصالح الأمنية والعسكرية بين الصين وإسرائيل، فإن إسرائيل تنظر باهتمام إلى السوق الصيني الواسع والمتعطش للسلع والخدمات المتقدمة، الذي يمكن لإسرائيل أن تحتل موطئ قدم فيه. وقد مهدت العلاقات العسكرية والأمنية بين البلدين لتطبيع العلاقات وتبادل التمثيل الدبلوماسي في يناير عام 1992.
العلاقات الإسرائيلية الصينية ظلت غائبة حتى قرب أواخر عقد السبعينات، بل إن العداء كان هو السمة المميزة لهذه العلاقات، بالنظر إلى أن إسرائيل كانت طوال سنوات الحرب الباردة جزءاً من شبكة الدفاع الغربي في مواجهة الشيوعية، فضلا عن أن الصين كانت تميل تقليديا إلى تأييد العرب سياسيا وعسكريا خلال هذه السنوات.أضف إلى ذلك أن تحرر إسرائيل من إمكانية إقامة علاقات جيدة مع الصين إبان الحرب الباردة، جعلها تنفتح على الدول الآسيوية التي تكن العداء للصين مثل تايوان والهند.فقد قدمت إسرائيل خلال الحرب التي نشبت بين الصين والهند عام 1962، أسلحة بريطانية الصنع للهند، كما تحدثت عدة تقارير عن تنامي التعاون الهندي الإسرائيلي في مجال الأبحاث النووية.
أيضا قامت إسرائيل بتزويد تايوان بأسلحة خفيفة خلال السنوات الممتدة منذ عام 1949 وحتى عام 197، ومؤخرا أثيرت قضية احتمال قيام إسرائيل ببيع صفقة رادارات متطورة وصواريخ مضادة للصواريخ لتايوان، وهو أمر لا يمكن أن تتسامح فيه الصين، التي لازالت تعتبر تايوان جزءا لا يتجزأ من أراضيها، وتقيس عمق علاقاتها الدولية والإقليمية مع أي طرف بموقفه من قضية تايوان.
الولايات المتحدة غضت الطرف كثيرا عن تجارة الأسلحة الإسرائيلية للصين، حيث اعتبرت واشنطن أن مبيعات الأسلحة الإسرائيلية تساهم في توطيد أركان الدول اليهودية وتزيد من مكانتها الإقليمية والدولية. ولكن مع نهاية الحرب الباردة أدركت حكومة واشنطون أن العلاقات العسكرية بين تل أبيب وبكين تشكل تهديداً لمصالحها في آسيا، حيث تساعد الصين على لعب دور عالمي متزايد على نحو يهدد النفوذ الأمريكي.
كانت تل أبيب قد وقعت مع بكين في أواخر عقد التسعينات صفقة لبيع خمس طائرات تجسس هجومية متطورة من دون طيار، تستخدم ضد الأهداف المعادية الحساسة، مثل محطات الرادار، وأجهزة المراقبة بأنواعها، لكن الولايات المتحدة طلبت من حليفتها المدللة وقف هذه الصفقة، استناداً إلى أن مثل هذه الأسلحة قد تشكل خطرا على أمنها، خاصة إذا تم نقلها أو بيعها لدول غير صديقة مثل كوريا أو إيران، واضطرت إسرائيل آنذاك للاستجابة للضغوط الأمريكية.
وما كادت تهدأ هذه الأزمة، حتى عادت العلاقات الأمريكية الإسرائيلية للتوتر من جديد، عقب اصطدام طائرة تجسس أمريكية بطائرة عسكرية صينية في أبريل 2002، ونشرت عدة صحف أمريكية صوراً تكشف أن الطائرة المقاتلة الصينية التي اصطدمت بالطائرة الأمريكية كانت مسلحة بصواريخ جو -جو من طراز «پيتون -3»، وقد تسربت هذه الصور عن طريق وزارة الدفاع الأمريكية، التي قالت مصادر من داخلها أن هذه الصور التقطت قبل ذلك بواسطة طيارين أمريكيين خلال مناورة في بحر الصين الجنوبي. وقد أثار نشر هذه الصور الجدل داخل الإدارة الأمريكية حول صفقات الأسلحة الإسرائيلية للصين، ومنها صفقة «صواريخ پيتون -3»، والتي أنكرتها تل أبيب.
وفي 13 أغسطس 2012، قامت سفن من الأسطول الحادي عشر للمرافقة من بحرية جيش التحرير الشعبي، بقيادة أميرال المؤخرة يانگ جون-فـِيْ، بالرسو في قاعدة حيفا البحرية في إسرائيل في زيارة حسن نوايا لمدة أربعة أيام، احتفالاً بالذكرى العشرين للتعاون بين قوات الدفاع الإسرائيلية وجيش التحرير الشعبي (الصيني). وقد رحب بالسفن وطواقمها قائد قاعدة حيفا البحرية، الجنرال إلي شرڤيط ومسئولون من السفارة الصينية بإسرائيل.
التوتر في العلاقات الإسرائيلية الأمريكية أطل برأسه في عام 2005، بسبب ما تسرب من أنباء حول قيام إسرائيل بتوقيع صفقة جديدة مع الصين، يتم بمقتضاها بيع عدد من الطائرات الهجومية من طراز «فالكون» المطورة، والتي سبق أن باعت إسرائيل خمس طائرات منها إلى الصين في منتصف التسعينيات. هذه الطائرات قادرة على تدمير محطات الرادار والمدفعية المضادة للطائرات، وتخشى الولايات المتحدة من تأثير هذا التعاون العسكري على التوازن الاستراتيجي الدقيق بين الصين وتايوان بالإضافة إلى المصالح الأمريكية في منطقة آسيا والمحيط الهادي.
في مايو 2011 زارَ الأدميرال وو شنگلي قائد القوات البحرية الصينية إلى إسرائيل والْتَقَى بوزير الحرب الإسرائيلي إيهود بارك ونظيره الإسرائيلي إليعازر موران، وفي عام 2010 قام عدد من جنرالات الجيش الإسرائيلي بزيارة بكين، بِمَن فيهم رئيس شعبة الاستخبارات العسكرية السابق عاموس يادلين. كما كانَ الزعماء السياسيون يُواظِبون على زياراتٍ متبادلةٍ تعكس الدفء الكبير الذي تعيشه العلاقات بين الجانبين.
في 15 أغسطس 2012 الموافق الذكرى ال20 للتعاون العسكري الصيني الإسرائيلي وصل أسطول الحراسة رقم 11 التابع للبحرية الصينية إلى ميناء حيفا الإسرائيلي، في زيارة ودية تستغرق 4 أيام. استقبل السفن قائد قاعدة البحرية الإسرائيلية في حيفا إيلي شارفيت والمسئولون بالسفارة الصينية.

## التعاون الثقافي والسياحي والتبادلات الشعبية
وقَّعت الدولتان في عام 1991م اتفاقية رسمية للتعاون بين أكاديميات العلوم فيهما أثناء زيارة الوفد العلمي الصيني إلى إسرائيل، وكانت جامعة بكين شهدت في عام 1986م افتتاح كلية لتعليم اللغة العبرية والآداب والتاريخ والديانات اليهودية، كما افتتحت إسرائيل مركزاً أكاديميًّا لها في بكين عام 1991م، كما تمَّ ترجمة بعض الكتب الصينية إلى العبرية.
في مايو 1993 وقع الطرفان اتفاقية تبادل ثقافي
وفي عام 2007 وقعا «خطة تنفيذ الاتفاقية الثقافية للفترة 2007 – 2010 بين حكومة جمهورية الصين الشعبية وحكومة دولة إسرائيل». والآن يتم المحافظة على مائة طالب إسرائيلي وافد إلى الصين سنوياً، ومائة طالب صيني في إسرائيل. ففي مايو 2007 تم افتتاح «يوم الثقافة الصينية في إسرائيل، وتم اقامة معهد كونفوشيوس في جامعة تل أبيب.»
في مارس 1992 وقعت مصلحة الطيران المدني لكلا البلدين مذكرة تفاهم، تسير من خلالها إسرائيل لرحلات جوية مباشرة بين تل أبيب وبكين.
وفي أكتوبر 1993 وقع الطرفان على اتفاقية في مجال الطيران المدني تسير إسرائيل بموجبها رحلة اسبوعية إلى بكين.
في يونيو 1994، وقع الطرفان على اتفاقية تعاون في مجال السياحة، حيث بدأ يتزايد تدريجيا عدد السواح الإسرائيليين للصين.
وفي يونيو 1995 أعلن الجانب الصيني عن ادخال اسرئيل كهدف سياحي للمواطنين الصينيين .. وفي أكتوبر 2007 وقعت الدولتان ((مذكرة تفاهم حول تطبيق مشروع ذهاب الفرق السياحية الصينية إلى اسرئيل))
الخطة التنفيذية لاتفاقية التبادل الثقافي للفترة 2007 – 2010 بين حكومة جمهورية الصين الشعبية وحكومة دولة إسرائيل)) (كانون الثاني 2007)
مذكرة التفاهم حول تنفيذ مشروع ذهاب الفرق السياحية الصينية إلى إسرائيل)) (أكتوبر 2007)